# الساندرو دی پائولانتونیو
الساندرو دی پائولانتونیو (انگلیسی: Alessandro Di Paolantonio؛ زادهٔ ۳۱ دسامبر ۱۹۹۲) بازیکن فوتبال است.
از باشگاه‌هایی که در آن بازی کرده‌است می‌توان به باشگاه فوتبال ترنانا اشاره کرد.